# Босанска војска у средњем веку
Босанска војска у средњем веку подразумева оружане снаге Бановине и Краљевине Босне у периоду од 12. до 15. века.

## Историјски извори
Поред малог броја података о већим бојевима у Босни из угарских, дубровачких, српских и турских извора, најбогатији извор информација о средњовековним босанским ратницима јесу натписи и ликовне представе на надгробним споменицима босанске властеле-стећцима.

## Организација
Војна обавеза у средњовековној босанској држави била је заснована на установи баштине (земљишног поседа) коју је владар давао властелину, уз његову обавезу да се на позив одазове са потребним бројем људи, у зависности од величине баштине. Колики је тај број био, није познато. Није познато ни колико је трајала војна обавеза баштиника - вероватно колико и ратни поход. Дубровачки летописи наводе да је војвода Влатко Вуковић у бици код Билеће (27. августа 1388) имао свега 1.700 копаља (војни термин "копље" вероватно означава властелу, коњанике-оклопнике, од којих је сваки имао бар по неколико наоружаних слугу) против 20.000 турских акинџија.
О статусу и баштини-имању ратника сведоче и натписи на стећцима:
А се лежи жупан Јуроје, којно погибе на поштеној служби за свога господина, а побилижи га кнез (село Крушево код Стоца, 1471).
"Ва име бога и светога Ивана, се лежи Радосав Влаховић. Нека се зна, јере легох на свој племенитој баштини. Се писа Радош Радосалић, а сијече Милета ковач Крилић" (село Некук код Стоца, 15. век).
А се лежи Радивој Драшчић. Добри јунак ја бих, мољу ја се вас, не тицајте. Ви ћете бити како ја, а ја не могу бити као ви (село Горње Храсно, 15. век).
Покушај да се створи најамничка војска као јачи ослонац владареве моћи (као у Србији) није успео, ни у доба највећег успона Босне за време Твртка I, вероватно због недостатка новца (Босна, за разлику од Србије, није имала руднике сребра и злата). Војска је остала све до пропасти државе скуп војних одреда феудалаца који су због честих ратова стално јачали своју моћ на рачун централне власти. Угарски извори наводе да је у бици код Добора (1408) краљ Жигмунд потукао војску Твртка II, заробивши (и затим погубивши) 200 босанских племића.

## Војне јединице и број ратника
О броју и величини босанске војске има мало прецизних података, углавном из дубровачких извора. Тако знамо да је војска краља Твртка која је почетком септембра 1383. ушла у Требиње и Конавле имала 2.000 бораца, док је босанска војска код Билеће 1388. имала 1.700 копаља (коњаника-племића, од којих је сваког пратило бар по неколико наоружаних слугу). Босански одред у боју на Косову Мавро Орбини процењивао је на 20.000 бораца, а модерни историчари на свега 5.000, што су ипак знатне снаге за оно време, поготово зато што је краљ Твртко у исто време био ангажован у борбама у Далмацији. У рату Радосава Павловића против Дубровника (1430-1433), властелин Радоје Љубишић, господар Требиња, провалио је у лето 1430. у Конавле са 400 момака, а крајем фебруара 1431. требињски властелин Сокан са 100 људи опљачкао је више дубровачких села. Укупан број босанских ратника тешко је одредити. Турски извори наводе да је 1463. Мехмед Освајач у Босни освојио 70 утврђених места и заробио око 100.000 душа, од тога 30.000 младића који су уврштени у турску војску.

## Наоружање и опрема
Оружје босанске властеле детаљно се описује у сачуваним писмима и заложним документима код Дубровчана. Између осталих, сачувано је писмо једне властелинке из Требиња (од септембра 1419), која тражи од дубровачког кнеза да јој врати коња кога је Дубровчанин Савко Јодић одузео у замену за сабљу коју је узео њен син Остоја Мрђић, пошто је та сабља добијена у замену за оружје њеног сина Јунка ("мач и дви корди"), које је украдено и продато док је било на чувању код Дубровчанина Гојка Маџара, за време куге. Тако знамо да су у Босни, у 14. веку били су у употреби једносекли и двосекли мачеви, а од 15. века и мач дворучњак. Сабља се, вероватно, почела уводити крајем 14. века, па је почетком 15. века била више цењена од мача. Босански лук био је са једном или двоструком кривином, а штитови округли, троугласти или правоугаони.
Стећци ратника често приказују њихово оружје, укључујући и штитове са властелинским грбовима. Поред фигура ратника најчешће су уклесани њихови лукови, а понекад и мач и штит. Један од најчешћих сценских призора на стећцима у Херцеговини је лов на јелене, које ловци гађају стрелама и копљима, често и са коња; може се закључити да је гађање луком био омиљени спорт босанске властеле. Далеко мањи број приказује лов на вепрове и медведе, по правилу копљем. Од оклопа, верижне кошуље биле су у Босни доста честе. Свакако, мачевима и сабљама било је наоружано племство, пре свега коњаници, а вероватно су само они имали оклоп. Мањи број стећака приказује тзв."витешке сцене": двобоје и турнире коњаника (пред женама са цвећем, којим ће даривати победника), испраћај коњаника у бој пред каменим и дрвеним кулама.
Прва вест о ватреном оружју у Босни потиче из 1378, кад је дубровачки сенат поклонио краљу Твртку један топ-бомбарду, а 27. марта 1383. поклонила му је Млетачка република и топ звани falkonus. У рату са Стефаном Лазаревићем 1426. око Сребренице, Босанци су употребили и топове које су звали Прашта и Хумка.
Већи део оружја израђивао се у Босни, где је био развијен ковачки занат и чији су оружари радили у Дубровнику на изради ватреног оружја.

## Стратегија и тактика
О начину ратовања средњовековних Босанаца има врло мало података. Из њих се види да су се Босанци пред надмоћнијим непријатељем повлачили у планине, одакле су нападали тврђаве и узнемиравали противника. Турски извори о бици код Билеће (1388) наводе да је њихова лака коњица дочекана у заседи у неком кланцу, чиме се лако може објаснити велика победа Босанаца над бројно надмоћнијим противником.
Може се претпоставити да су Босанци ратовали на сличан начин као и њихови суседи, пре свега Срби.